# Aistulf longobárd király
Aistulf, más írásmóddal Ahistulf (latinul: Aistulfus, Haistulfus), (? – 756 decembere) longobárd király 749-től haláláig. Harcai a pápával és a frankokkal a longobárdok teljes vereségével végződtek.

## Élete
Pemmonak, Friuli hercegének (ur.: 706–739) fiaként született. 744-ben bátyja, Ratchis friuli-i herceg longobárd király lett, így a friuli hercegséget Aistulf kapta meg. 749 nyarán néhány longobárd nemessel együtt fellázadt testvére ellen. A király júniusban lemondott a javára. Aistulf felelevenítette Liutprand király gondolatát: meghódítja egész Itáliát. Miután 751-ben Ravennát elfoglalta, azt követelte, hogy a római dukátus ismerje el a lombard fennhatóságot és fizessen fejadót neki. A király kísérletet tett Róma meghódítására.  Ám II. István pápa a Frank Birodalomba utazott, és miután Kis Pippint királlyá koronázta, az megígérte, hogy megszabadítja a longobárd fennhatóságtól és a jogtalan adófizetéstől. Aistulfot még egyszer felszólították, hogy ne legyen igazságtalan a pápával szemben, ám miután a király hajthatatlan maradt, Pippinék átkeltek az Alpokon, és benyomultak a Longobárd Királyság területére. Aistulf megtámadta ugyan a frankokat, de vereséget szenvedett és kénytelen volt visszavonulni fővárosába Páviába. Erre a frank hadak akadálytalanul elözönlötték Felső-Itáliát, bevettek és kifosztottak több várost, és Páviát is ostrom alá vették. Aistulf kénytelen volt békét kötni: lemondott nemcsak az adóról, hanem megígérte az elfoglalt területek visszaadását is.
Ám Aistulf megszegvén adott szavát, 755 januárjában bosszút lihegve Róma alá vonult, és ostrom alá vette a várost. Megint a frankok segítségét kellett kérni István pápának, de amikor ez Aistulf tudomására jutott, abbahagyta az ostromot és megint csak Páviába zárkózott be. 755 őszén megadta magát Pippinnek. Az újabb békefeltételek értelmében el kellett ismernie a frank fennhatóságot, évi adót kellett nekik fizetni, illetve Pentapolis és Emilia elfoglalt városait vissza kellett adnia a pápának.
Aistulf nem sokkal élte túl megaláztatását: a következő évben vadászat közben vesztette életét: lebukott lováról, és sérülése oly súlyos volt, hogy csakhamar meg is halt. Fivére, Ratchis megpróbálta megszerezni újból a trónt, de az végül Desideriusé lett.

## Családja
Aistulf feleségét Giseltrudának hívták, gyermekeiről nem maradt fenn adat.

## Eredeti források
- Pauli Historia Langobardorum
- Origo Gentis Langobardorum
- Benedicti Chronicon
- Chronicon Vulturnense
- Liber Pontificalis
- Opusculum de fundatione monasterii Nonantulani
- Liber Pontificalis